# Microhyle
Microhyle is een geslacht van vlinders van de familie spinneruilen (Erebidae), uit de onderfamilie Arctiinae.

## Soorten
- M. fadella (Mabille, 1882)
- M. leopardella de Toulgoët, 1972
- M. macularia de Toulgoët, 1976
- M. viettei de Toulgoët, 1976